# Anthorrhiza bracteosa
Anthorrhiza bracteosa är en måreväxtart som beskrevs av C.R.Huxley och Jebb. Anthorrhiza bracteosa ingår i släktet Anthorrhiza och familjen måreväxter. Inga underarter finns listade i Catalogue of Life.